# 호반로 (충주 제천)
호반로(Hoban-ro)는 충청북도 충주시 동량면에서 제천시 금성면을 잇는 162.2km 도로이다.

## 주요 경유지
충청북도
- 충주시 (동량면) - 제천시 (금성면)

## 노선
전 구간 지방도 제532호선에 속하기 때문에 이 노선에 대한 별도 표기는 생략한다
| 이름            | 접속 노선                          | 소재지        | 소재지        | 비고          |
| 동산로와 직결   | 동산로와 직결                      | 동산로와 직결 | 동산로와 직결 | 동산로와 직결 |
| --------------- | ---------------------------------- | ------------- | ------------- | ------------- |
| 탑평삼거리      | 지방도 제531호선 (동산로)          | 충주시        | 동량면        |               |
| 탑평교          |                                    | 충주시        | 동량면        |               |
| 장선1교         |                                    | 충주시        | 동량면        |               |
| 하천대교        |                                    | 충주시        | 동량면        |               |
| 구룡교          |                                    | 제천시        | 금성면        |               |
| 구룡교차로      | 국가지원지방도 제82호선 (청풍호로) | 제천시        | 금성면        |               |
| 청풍호로와 직결 |                                    |               |               |               |